# Список ныне живущих архиереев Антиохийской православной церкви
В списке представлены ныне живущие архиереи Антиохийской православной церкви (Антиохийского Патриархата).
Епископат Антиохийской православной церкви насчитывает (на 14 марта 2024 года) 44 человека, в том числе предстоятель церкви патриарх Иоанн X, 23 митрополита (в том числе два титулярных), 18 епископов (в том числе 12 викарных), 3 архиерея пребывают на покое.
Список составлен в порядке старшинства епископской хиротонии (дата в скобках после имени).
Старейший по возрасту архиерей Антиохийской православной церкви — митрополит на покое, бывший Горно-Ливанский Георгий (Ходр) (102 года, 1923 года рождения); самый молодой — митрополит Буэнос-Айресский Иаков (Эль-Хури) (1987 года рождения).

## Патриаршество патриархаФеодосия VI

### Хиротонии 1970 года
1. Георгий (Ходр), митрополит, бывший Библский и Ботрийский (15 февраля 1970; на покое с 27 апреля 2018)

## Патриаршество патриархаИгнатия IV

### Хиротонии 1979 года
1. Илия (Ауди), митрополит Бейрутский (18 ноября 1979; на кафедре с 6 февраля 1980)

### Хиротонии 1984 года
1. Илия (Кфури), митрополит Тирский и Сидонский (Сурский) (25 июля 1984; на кафедре с 24 июля 1995)

### Хиротонии 1988 года
1. Нифон (Сайкали), титулярный митрополит Филиппопольский (13 ноября 1988; на кафедре со дня хиротонии)
2. Сергий (Абад), митрополит Сантьягский и Чилийский (4 декабря 1988; на кафедре с 8 октября 1996)

### Хиротонии 1992 года
1. Василий (Ессей), епископ, бывший Уичитский и Среднеамериканский (31 мая 1992; на покое с 17 октября 2022)
2. Дамаскин (Мансур), митрополит Сан-Паульский (14 сентября 1992; на кафедре с 1 октября 1997)

### Хиротонии 1995 года
1. Иоанн (Язиджи), патриарх Антиохийский и всего Востока (24 января 1995; на кафедре с 17 декабря 2012)
2. Василий (Мансур), митрополит Аккарский (Аркадийский) (24 января 1995; на кафедре с 17 июня 2008)
3. Моисей (Хури), епископ Дарайский, викарий патриарха Антиохийского (24 января 1995; на кафедре со дня хиротонии)
4. Димитрий (Хури), епископ бывший Габальский, викарий  Лос-Анджелесской и Западноамериканской епархии (12 марта 1995; на покое с 2022)

### Хиротонии 1997 года
1. Савва (Эспер), архиепископ Нью-Йоркский, митрополит Северо-Американский  (20 декабря 1997; на кафедре с 23 февраля 2023)

### Хиротонии 1999 года
1. Гаттас (Хазим), митрополит Багдадский и Кувейтский (26 октября 1999; на кафедре с 8 октября 2014)

### Хиротонии 2000 года
1. Павел (Язиджи), титулярный митрополит Амидийский (20 октября 2000; на кафедре с 7 октября 2021)[2][3]

### Хиротонии 2004 года
1. Фома (Джозеф), епископ Чарльстонский, Оклендский и Среднеатлантический (3 декабря 2004; на кафедре со дня хиротонии)
2. Александр (Муфаридж), епископ Оттавский, Восточной Канады и Верхнего Нью-Йорка (5 декабря 2004; на кафедре со дня хиротонии)

### Хиротонии 2006 года
1. Силуан (Муса), митрополит Горно-Ливанский (Библский) (15 октября 2006; на кафедре с 27 апреля 2018)

### Хиротонии 2009 года
1. Ефрем (Кириакос), митрополит Триполийский и Куринский (18 октября 2009; на кафедре со дня хиротонии)

### Хиротонии 2011 года
1. Исаак (Баракат), митрополит Германский и Центральноевропейский (10 июля 2011; на кафедре с 15 октября 2013)
2. Игнатий (Самаан), митрополит Мексиканский (10 июля 2011; на кафедре с 4 октября 2017)
3. Николай (Баальбаки), митрополит Хамаский (Епифанийский) (10 июля 2011; на кафедре с 7 июня 2017)
4. Афанасий (Фахд), митрополит Лаодикийский (17 июля 2011; на кафедре с 25 апреля 2018)
5. Димитрий (Шарбак), епископ Сафитский, викарий Аккарской митрополии (17 июля 2011; на кафедре со дня хиротонии)
6. Илия (Туме), епископ  Аль-Хоснский, викарий Аккарской митрополии (17 июля 2011; на кафедре со дня хиротонии)
7. Игнатий (Аль-Хуши), митрополит Французский, Западной и Южной Европы (24 июля 2011; на кафедре с 15 октября 2013)
8. Константин (Кайял), епископ Хрисопольский, викарий патриарха Антиохийского (31 июля 2011; на кафедре со дня хиротонии)
9. Иоанн (Хайкал), епископ Пальмирский, викарий Германской и Центрально-Европейской митрополии (6 августа 2011; на кафедре со дня хиротонии)
10. Ефрем (Маалули), митрополит Веррийский и Александреттский (Алеппский) (28 августа 2011; на кафедре с 7 октября 2021)
11. Роман (Дауд), епископ Эдесский, викарий Сан-Паульской и Бразильской митрополии (6 ноября 2011; на кафедре со дня хиротонии)
12. Антоний (Майклз), епископ Толедский и Средне-Западной Америки (11 декабря 2011; на кафедре со дня хиротонии)
13. Иоанн (Абдала), епископ Вустерский и Новоанглийский (11 декабря 2011; на кафедре со дня хиротонии)
14. Николай (Озон), епископ Майамский и Юго-Восточной Америки (11 декабря 2011; на кафедре с 3 августа 2017)

## Патриаршество патриархаИоанна X

### Хиротонии 2014 года
1. Григорий (Хури-Абдулла), митрополит Хомсский (Эмесский)  (16 ноября 2014; на кафедре с 20 октября 2023)
2. Кайс (Садик), епископ Эрзурумский, викарий патриарха Антиохийского (23 ноября 2014; на кафедре со дня хиротонии)

### Хиротонии 2015 года
1. Силуан (Онер), митрополит Британский и Ирландский (30 августа 2015; на кафедре со дня хиротонии)
2. Антоний (Аль-Сури), митрополит Илиопольский и Селевкийский (Захлийский) (14 ноября 2015; на кафедре со дня хиротонии)

### Хиротонии 2017 года
1. Иоанн (Баташ), епископ Сергиопольский, викарий патриарха Антиохийского (12 ноября 2017; на кафедре со дня хиротонии)
2. Василий (Кодсие), митрополит Австралийский и Новозеландский (19 ноября 2017; на кафедре со дня хиротонии)
3. Феодор (Гандур), епископ Апамейский, викарий патриарха Антиохийского (26 ноября 2017; на кафедре со дня хиротонии)

### Хиротонии 2018 года
1. Иаков (Эль-Хури), митрополит Буэнос-Айресский (9 декабря 2018; на кафедре со дня хиротонии)

### Хиротонии 2021 года
1. Арсений (Дахдал), епископ Иерапольский, викарий патриарха Антиохийского (20 ноября 2021; на кафедре со дня хиротонии)
2. Моисей (Аль-Хаси), епископ Ларисский, викарий патриарха Антиохийского (18 декабря 2021; на кафедре со дня хиротонии)

### Хиротонии 2022 года
1. Роман (Аль-Ханнат), епископ Селевкийский, викарий патриарха Антиохийского (10 декабря 2022; на кафедре со дня хиротонии)

### Хиротонии 2023 года
1. Антоний (Саад), митрополит Бострский (Авранский) (16 декабря 2023; на кафедре со дня хиротонии)

## Бывший архиерей, ныне находящийся в юрисдикции иной поместной церкви
1. Марк (Мэймон), архиепископ, бывший епископ Толедский и Среднего Запада (5 декабря 2004; на покое с 22 октября 2010; 1 января 2011 принят в юрисдикцию Православной Церкви в Америке)

## Бывшие архиереи, лишённые сана
1. Георгий (Абу-Захам), бывший митрополит Хомсский (Эмесский) (26 октября 1988; на покое c 31 марта 2023; лишён сана с оставлением в монашестве 25 апреля 2023[4])
2. Иосиф (аз-Зехлауи), бывший архиепископ Нью-Йоркский, митрополит Северо-Американский (30 июня 1991; на покое с 17 октября 2022; лишён сана и монашества 14 марта 2024 года[5])